# Ленк, Петер
Петер Ленк — немецкий скульптор, родился в Нюрнберге 6 июня 1947, проживает в Бодман на Боденском озере. Его стиль — карикатуры с фигурами знаменитостей и неизвестных, символически показывающие связь между прошлым и настоящим.

## Работы
1993 — Империя, статуя в порту Констанца — показывает благородную итальянскую куртизанку Империю шестнадцатого века. Девушка держит руки широко открытыми, и на руках две шутовские фигуры, которые символизируют знаки светской и религиозной власти, на головах которых надета императорская корона и тиара папы.

## Художественная философия
Его работы неоднократно сталкивались с жёсткой критикой, потому что он умышленно нарушил табу, например, путём показа голых знаменитостей. Петер Ленк о своих работах сказал в интервью: «Создавать работы в моём понимании, можно только в Германии. Немцы, скорее всего, способны выставлять себя на посмешище, и быть достаточно толерантными и понимающими, чтобы вынести мои провокации. Но, опять же, я часто сталкиваюсь с сильным сопротивлением.»